# Gare de Vendôme
Ne doit pas être confondu avec Gare de Vendôme - Villiers-sur-Loir TGV.
La gare de Vendôme est une gare ferroviaire française de la ligne de Brétigny à La Membrolle-sur-Choisille, située sur le territoire de la commune de Vendôme, dans le département de Loir-et-Cher, en région Centre-Val de Loire.

## Situation ferroviaire
Établie à 83 mètres d'altitude, La gare de Vendôme est située au point kilométrique PK 176,082 de la ligne de Brétigny à La Membrolle-sur-Choisille, entre les gares de Pezou et de Saint-Amand-de-Vendôme.
Gare de bifurcation, Vendôme est également située au PK 32,161 de la ligne de Pont-de-Braye à Blois, partiellement fermée et exploitée uniquement pour un trafic fret.

## Histoire
La gare est ouverte le 28 décembre 1865.
Selon les estimations de la SNCF, la fréquentation annuelle de la gare s'élève aux nombres indiqués dans le tableau ci-dessous.
| Année               | 2020   | 2019   | 2018   | 2017   | 2016   | 2015   |
| ------------------- | ------ | ------ | ------ | ------ | ------ | ------ |
| Nombre de voyageurs | 79 003 | 96 700 | 64 882 | 61 995 | 61 126 | 68 399 |

## Service des voyageurs

### Accueil
La gare dispose d'un bâtiment voyageurs avec guichets ouvert du lundi au samedi de 10 h 15 à 12 h 45 et de 13 h 50 à 18 h 30, fermé le dimanche et les jours fériés

### Dessertes
Vendôme est desservie par des trains du réseau TER Centre-Val de Loire (ligne Tours – Châteaudun – Voves et Tours – Vendôme – Paris-Austerlitz). Il y a également des lignes de Car TER Centre-Val de Loire (ligne Chartres - Châteaudun - Vendôme - Tours et Vendôme - Mondoubleau Rue Leroy via la gare de Vendôme - Villiers-sur-Loir, également desservie par les cars Rémi - Centre Val De Loire)
Depuis le 11 décembre 2016, sur la ligne de Chartres à Orléans, la section de Chartres à Voves est rouverte au service des voyageurs. À cette occasion, des trains circulent entre Voves et Tours et réciproquement, à raison de deux à trois allers-retours.

### Intermodalité
La gare de Vendôme ville est au cœur des échanges multimodaux. Depuis l'inauguration du pôle d'échanges multimodal (PEM), les différents réseaux de transports en commun se côtoient. Depuis mi-novembre 2016, un écran interactif placé sur le quai du pôle d'échanges informe les voyageurs des prochains départs sur les lignes de la SNCF, de MOVE et de Rémi - Centre Val de Loire.
Du côté du réseau MOVE, la majorité des lignes desservent la gare TER. Au niveau départemental, avec Rémi - Centre Val de Loire les lignes 9, 12, 13, 14 et 20 desservent la gare TER. En ce qui concerne TLC, la gare TER est desservie par les lignes scolaires VEN-NAV, VEN02, VEN03, VEN04, VEN05, VEN06, VEN07, VEN08, VEN10, VEN11 et VEN14.